# 高雷专区
高雷专区（1949年－1950年称南路专区），中华人民共和国广东省已撤销的专区，在今广东省西南部。
1949年置南路专区，专署驻湛江市。辖湛江市、电白、遂溪、廉江、海康、徐闻、吴川、信宜、化县、茂名、合浦、灵山、钦县、防城13县。
1950年将合浦、灵山、钦县、防城4县划归钦廉专区；由原梅菉管理局改设梅茂县。同年，南路专区改称高雷专区。1952年撤销高雷专区，所辖10县划归粤西行政区。